# 海尼菲斯國家公園

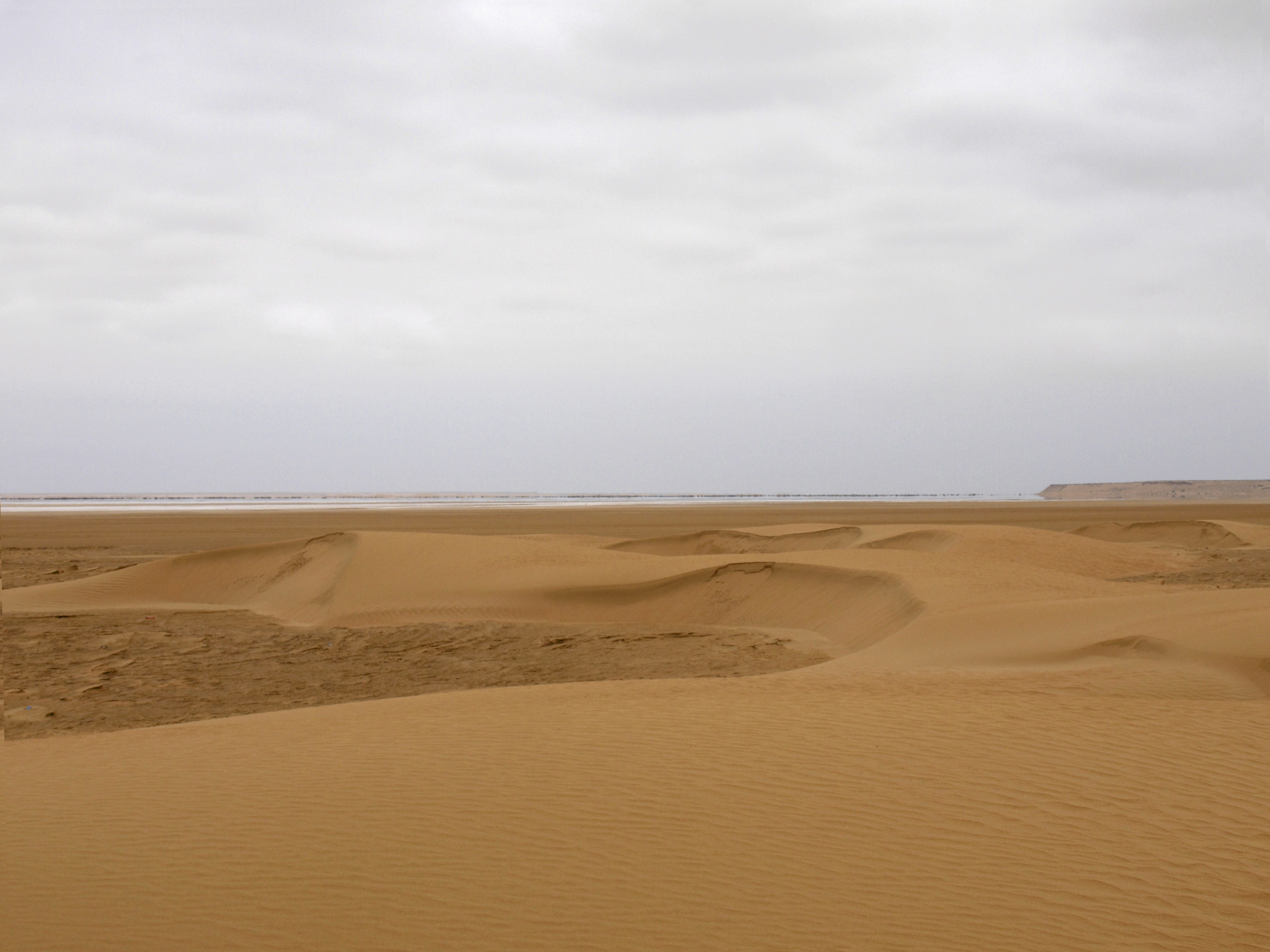

27°56′N 12°20′W / 27.933°N 12.333°W
海尼菲斯國家公園（阿拉伯语：‎），是摩洛哥的國家公園，位於該國西南部阿尤恩-薩基亞-阿姆拉大區，處於塔爾法亞省，成立於2006年，面積1,850平方公里。